# Дряблово (Калужская область)
Дряблово — деревня в Износковском районе Калужской области России. Входит в сельское поселение «Деревня Ореховня»
Прозвище Дряблый — «утративший свежесть, упругость; вялый», дрябло — старое, гнилое бревно, дрябь — трясина.
В  Чебоксарах и Казани фамилия Дрябловых принадлежала многим купцам и мещанам

## География
Находится на реке Желонья. Рядом — Семеновское.

## Население
| 2002 | 2010 |
| ---- | ---- |
| 7    | ↘2   |

## История
В 1782-м году деревня Дряблово, Авдотьи Афанасьевной Замятиной, князя Якова Андреевича Путятина, Марьи Степановны Воейковой, Дарьи Исаевны Александровой.